# Anselmo Guarraci
Anselmo Guarraci (ur. 14 lutego 1926 w Agrigento, zm. 19 sierpnia 2000 w Palermo) – włoski polityk i samorządowiec, poseł do Parlamentu Europejskiego II kadencji.

## Życiorys
Zaangażował się w działalność polityczną w ramach Włoskiej Partii Socjalistycznej. Był sekretarzem struktur partii na Sycylii, a także asesorem ds. urbanistyki we władzach miejskich Palermo. W 1984 wybrano go posłem do Parlamentu Europejskiego II kadencji. Przystąpił do frakcji socjalistycznej. Został wiceprzewodniczącym Delegacji ds. stosunków z państwami Maghrebu (1985–1987), należał też m.in. do Komisji ds. Instytucjonalnych oraz Komisji ds. Rolnictwa, Rybołówstwa i Rozwoju Wsi. Pod koniec 1984 przeszedł do Partii Radykałów Marco Pannelli.